# Denticucullus
Denticucullus is een geslacht van vlinders van de familie uilen (Noctuidae).

## Soorten
- D. mabillei (D. Lucas, 1907)
- D. pygmina

Zeggenboorder (Haworth, 1809)